# Haywoode Workman
Pour les articles homonymes, voir Workman.
Haywoode Wilvon Workman, né le 23 janvier 1966 à Charlotte en Caroline du Nord, est un joueur américain de basket-ball, évoluant au poste de meneur.